# Апікофільність
Апікофільність (рос. апикофильность, англ. apicophilicity) — термін стосується атома чи групи в тригонально-біпірамідальних структурах з п'ятикоординованим центральним атомом, зміна положення яких з екваторіального на аксіальне (апікальне) приводить до стабілізації молекули. Вимірюється різницею енергій таких стереоізомерів.
Апікофільність замісника головним чином залежить від його електронегативності, але деякі інші фактори також можуть мати вплив. Громіздкий замісник воліє екваторіальної позиції, які віддаленіші від інших замісників. Замісник з π-зв'язуючою здатністю також віддає перевагу екваторіальним положенням.
Застосування багатодентатних лігандів також може контролювати розташування замісників. Наприклад, бідентатний ліганд із п'ятичленною кільцевою структурою значно стабілізує розташування, в якому їхні два координаційні місця займають екваторіальне та верхівкове положення.

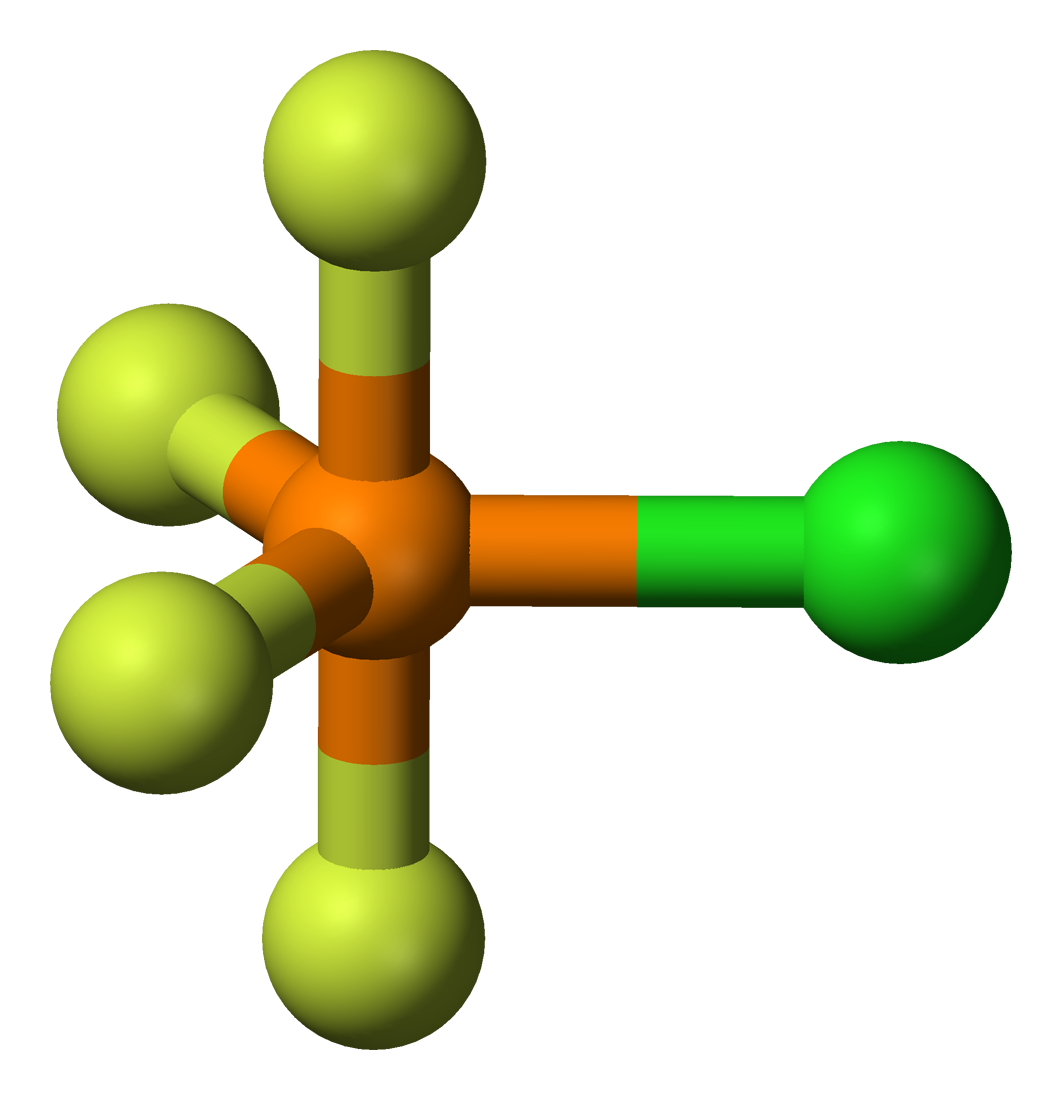
PClF_{4}
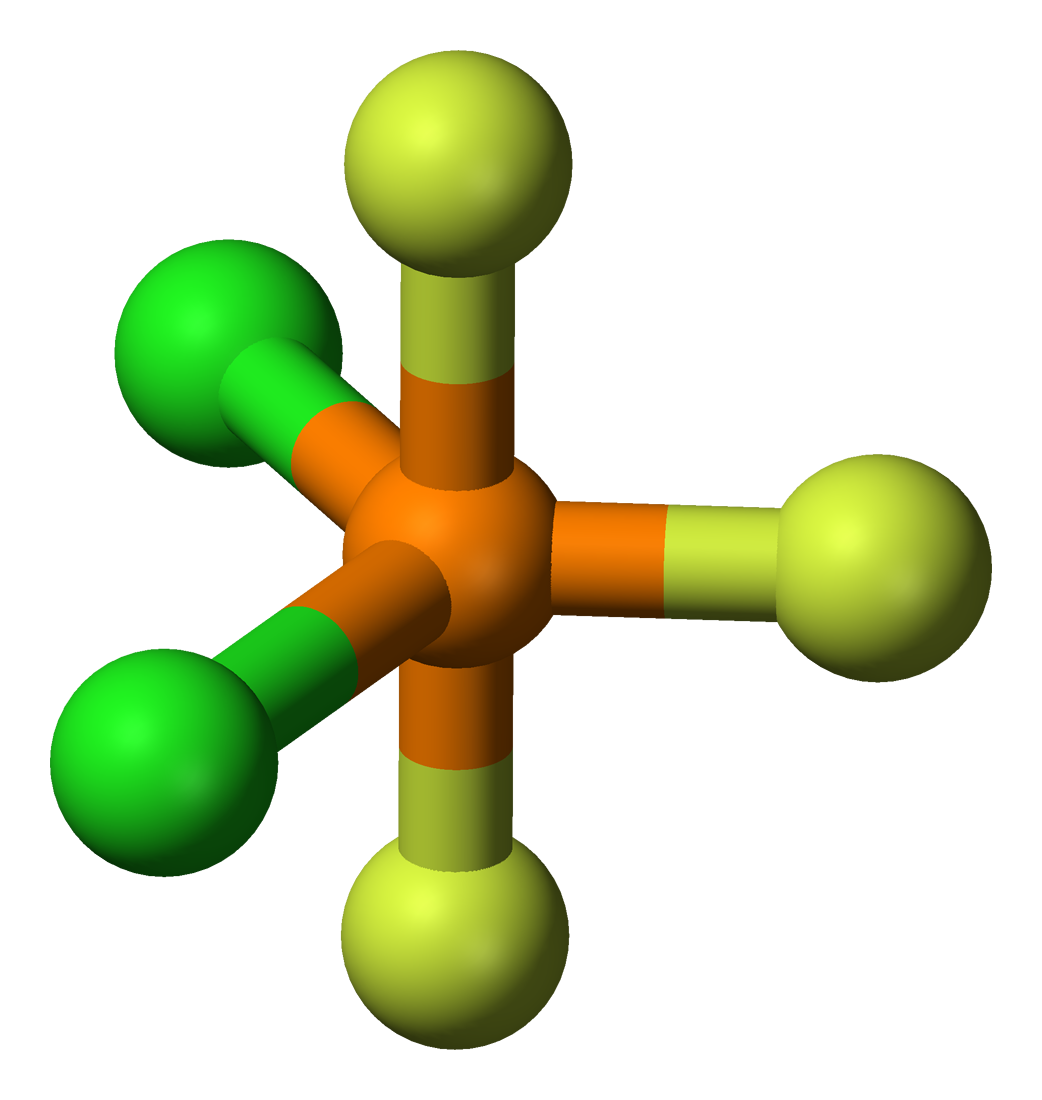
PCl_{2}F_{3}
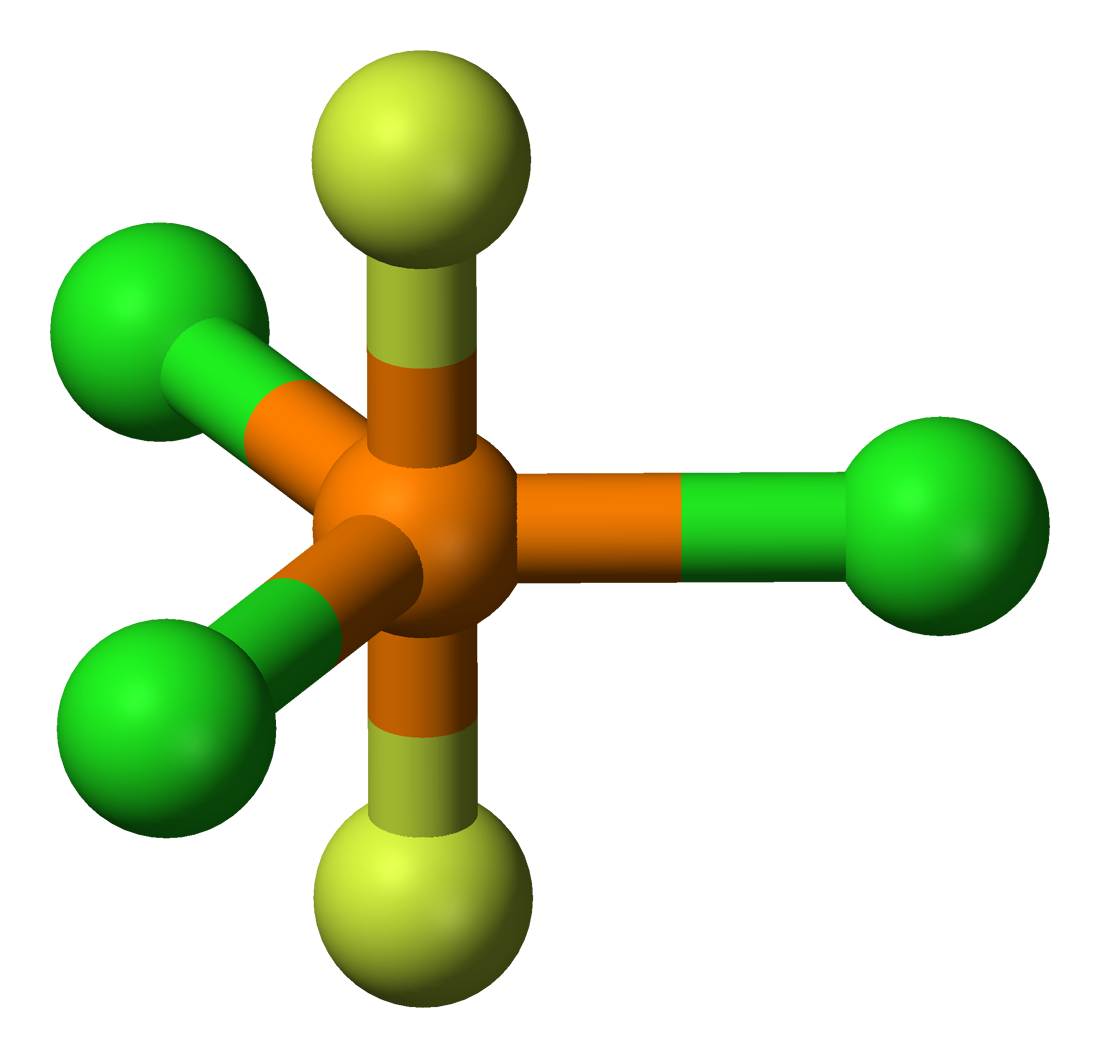
PCl_{3}F_{2}
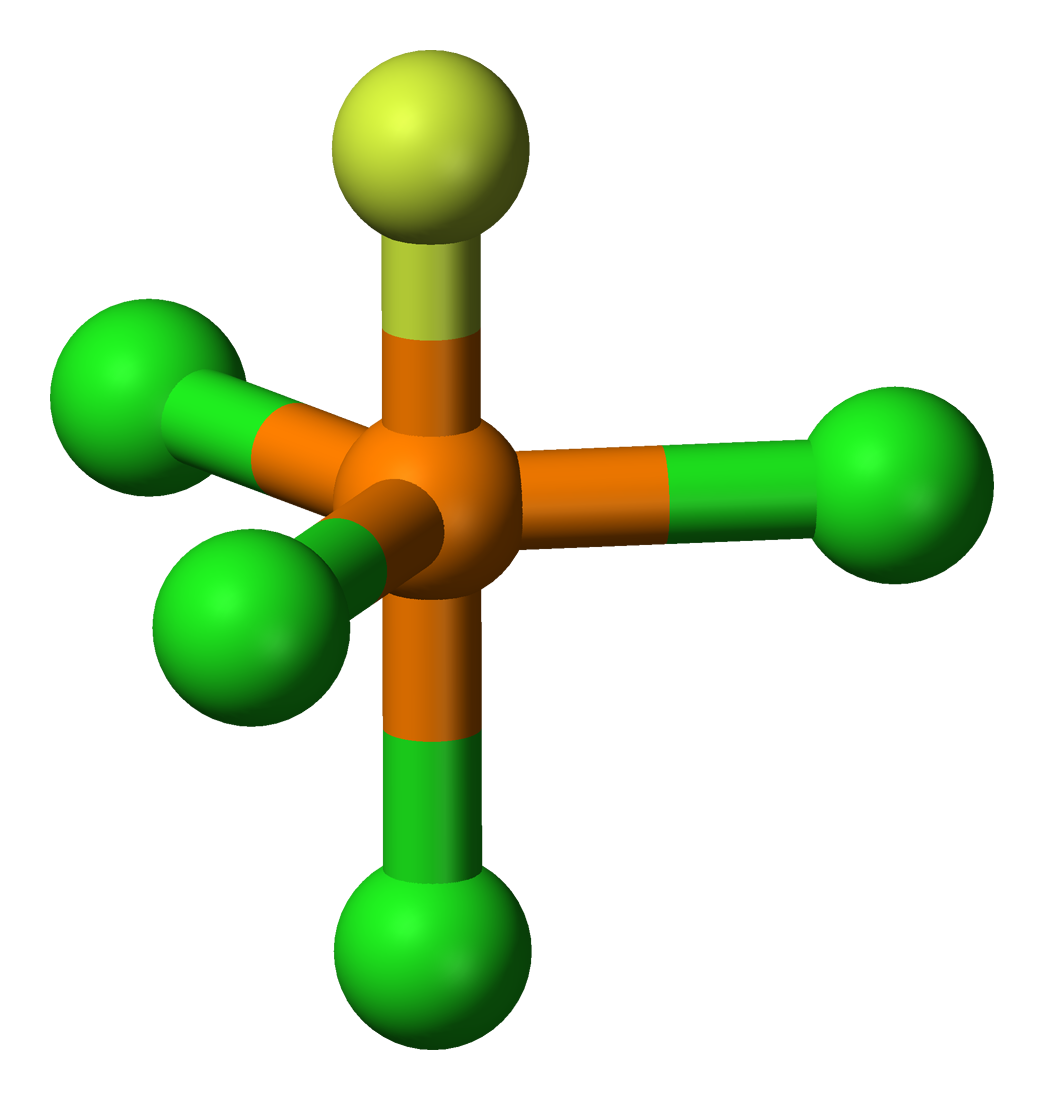
PCl_{4}F

- PClF4
- PCl2F3
- PCl3F2
- PCl4F